# Planets
Planets és una partida situada a l'est del terme municipal de Xaló, a la comarca alacantina de la Marina Alta.

## Límits
Planets limita al nord amb la partida del Pla de l'Horta, al sud amb la de Benibrai, a l'est el Riuet de Cuta i a l'oest el centre urbà de Xaló. La carretera de Llíber és la fita que separa Planets del Pla de l'Horta, i la carretera de Benissa marca la divisòria entre Planets i Benibrai. I és, precisament, el sector de confluència d'aquestes dues partides un dels més actius econòmicament de Xaló, degut a la concentració d'empreses immobiliàries o promotores -9- i de materials de construcció -2-.

## Situació actual
Planets es troba en la mateixa situació que la partida veïna de Benibrai: ambdues constitueixen l'àmbit natural de l'expansió del centre urbà. Moltes de les antigues terres de conreu -com és el cas del Pla de les Eres- s'han transformat en solars a mesura que la demanda de sòl urbà ha anat augmentant a causa del creixement demogràfic de
Xaló. La major part de les indústries de Xaló s'han instal·lat a l'extrem sud d'aquesta partida, entre les actuals avingudes de Joanot Martorell i de la Generalitat Valenciana.